# Лимон Мейера
Лимо́н Ме́йера (лат. Cítrus × méyeri) — растение рода Цитрус (Citrus) семейства Рутовые (Rutaceae), результат естественной гибридизации помело, мандарина и цитрона. Произрастает в Китае. Был интродуцирован в США в 1908 году сотрудником Министерства сельского хозяйства США Френком Николасом Мейером.
В Китае лимон Мейера обычно выращивают в качестве декоративного растения. Как продукт питания он был популяризирован в США в конце 1990-х годов, благодаря деятельности шеф-повара калифорнийского ресторана Chez Panisse Алисы Уотерс и автора популярных поваренных книг Марты Стюарт, которые ввели лимон Мейера в свои рецепты.

## Описание
Лимон Мейера — дерево, достигающее в высоту примерно от 2 до 3 метров, хотя благодаря обрезке они могут быть ниже. Листья тёмно-зелёные, блестящие. Цветки белые с фиолетовым основанием, ароматные.
Плоды лимона Мейера желтее и более круглые, чем плоды обычного лимона. Цедра ароматная и тонкая, тёмно-жёлтого цвета, при созревании появляется лёгкий оранжевый оттенок. Плоды лимона Мейера имеют более сладкий, менее кислый вкус, чем плоды лимона. Мякоть тёмно-жёлтого цвета, содержит до 10 семян на один фрукт.

## Выращивание
Лимон Мейера хорошо растет в тёплых климатических условиях. Дерево, выращенное из семян, как правило, начинает плодоношение в возрасте четырёх лет. Деревья плодоносят в течение всего года, основная часть урожая поспевает в зимний период. Деревья нуждаются в поливе, но в зимний период требуется меньшее количество воды. Для достижения максимальной урожайности во время вегетационного периода следует использовать удобрения.
Лимоны Мейера пользуются популярностью в качестве декоративных растений благодаря компактному размеру, выносливости и урожайности. Они очень декоративны и подходят для выращивания в контейнерах.

## Улучшенный лимон Мейера
К середине 1940-х годов лимон Мейера стал широко выращиваться в Калифорнии, однако оказалось, что большинство из лимонных деревьев данного гибрида были бессимптомными носителями вируса тристецы цитрусовых. Этот вирус убил миллионы цитрусовых деревьев по всему миру и сделал миллионы других бесплодными. После этого открытия большинство лимонных деревьев сорта Мейер в Соединенных Штатах были уничтожены, чтобы уберечь другие цитрусовые деревья от заражения.
В 1950 году Дон Диллон из калифорнийской компании Four Winds Growers вывел безвирусную разновидность лимона Мейера. Она была сертифицирована и выпущена в 1975 году в Калифорнийском университете в качестве «улучшенного лимона Мейера».